# Stanislas (vonat)
A Stanislas egy francia belföldi vasúti Trans-Europ-Express járat volt mely Párizs és Strasbourg között közlekedett. Nevét I. Szaniszló lengyel királyról, Lotharingia hercegéről és a Szent Római Birodalom grófjáról (francia nyelven: Stanislas Leszczynski) kapta. A járat 1971 és 1982 között mint  Trans-Europ-Express (TEE) közlekedett csak első osztályú kocsikkal, 1982 után azonban lefokozták egy Rapide vonattá és másod osztályú kocsikat is továbbított. 1988-ban a járat véglegesen, utód nélkül megszűnt.

## Útvonal
A Kléber járat az 502 km hosszúságú Párizs–Strasbourg-vasútvonalon közlekedett, egy köztes megállóval.
- Strasbourg-Ville – Nancy-Ville – Paris-Est

## Története
A Stanislas-t 1971. szeptember 26-án indították el egy meglévő TEE szolgáltatás, a Kléber kiegészítéseként, amely 1971. május 23. óta reggel Strasbourgból Párizsba közlekedett és este visszatért Strasbourgba.
Kezdetben a Stanislas TEE 63 néven 11:05-kor (később 11:00-kor) indult Párizsból, és 14:50-kor érkezett Strasbourgba. A visszatérő Stanislas, a TEE 62, 17:10-kor indult Strasbourgból, és 21:00-kor ért Párizsba.
1982. szeptember 26-án a Párizs és Strasbourg közötti reggeli TEE vonatokat mindkét irányba leállították. Az esti TEE 62 járatot Kléber névre keresztelték, így az útvonalon fennmaradó TEE járat - naponta egy-egy menet minden irányban - ugyanazt a nevet viselte. A Stanislas két kocsiosztályú Rapide lett, keleti irányban, ugyanazon menetrend szerint, mint korábban, Párizsból 11:00-kor indult (és továbbra is a 63-as vonattal), és nyugat felé vette át a TEE Kleber menetrendjét Strasbourgból 7:45 körül. (60-as vonatszámon).
1984 őszén a nyugat felé tartó út menetrendjét körülbelül egy órával korábban, 7:47-ről 6:59-re (később 6:52-re) mozgatták, és egyébként a Stanislas menetrendje és osztályozása legalább 1988 nyaráig változatlan maradt, a vonat legalább 1991-re - de valószínűleg már 1988 szeptemberében - megszűnt.

## Menetrend
| TEE 63 | Ország        | Állomás    | km  | TEE 62 |
| ------ | ------------- | ---------- | --- | ------ |
| 11:06  | Franciaország | Paris Est  | 0   | 21:06  |
| 13:40  | Franciaország | Nancy      | 353 | 18:28  |
| 14:52  | Franciaország | Strasbourg | 503 | 17:14  |